# Comuna Skrîhalivka, Fastiv
Skrîhalivka (în ucraineană Скригалівка) este o comună în raionul Fastiv, regiunea Kiev, Ucraina, formată din satele Skrîhalivka (reședința) și Stavkî.

## Demografie
Componența lingvistică a comunei Skrîhalivka
     Ucraineană (97,83%)
     Rusă (1,66%)
Conform recensământului din 2001, majoritatea populației comunei Skrîhalivka era vorbitoare de ucraineană (97,83%), existând în minoritate și vorbitori de rusă (1,66%).